# アンジェリカ・シマンスカ
アンジェリカ・シマンスカ（Angelika Szymańska　1999年10月16日- ）はポーランド・クヤヴィ＝ポモージェ県ヴウォツワヴェク出身の柔道選手。階級は63kg級。

## 経歴
2015年の世界カデ57kg級で5位だった。その後階級を63kg級に上げると、2018年のヨーロッパジュニアで2位になった。2021年にはグランドスラム・パリで3位になると、U23ヨーロッパ選手権では優勝した。2022年のグランドスラム・パリでは準決勝で鍋倉那美に敗れて3位だった。グランドスラム・ブダペストでは決勝で堀川恵に敗れた。世界選手権では準々決勝でポルトガルのバルバラ・ティモに敗れるなどして5位にとどまった。グランドスラム・東京では準々決勝で世界チャンピオンになった堀川に敗れると、その後の3位決定戦でも鍋倉に敗れて5位だった。ワールドマスターズでは3位に入った。2024年の世界選手権では決勝まで進むも、オランダのジョアンネ・ファンリースハウトに技ありで敗れて2位だった。パリオリンピックでは3回戦で敗れた。
IJF世界ランキングは3803ポイント獲得で8位(25/2/17現在)。

## 主な戦績
- 2015年 - 世界カデ 5位(57kg級)
- 2018年 - ヨーロッパジュニア　2位
- 2019年 - ヨーロッパオープン・クルジュ＝ナポカ　優勝
- 2020年 - ヨーロッパオープン・ワルシャワ　優勝
- 2020年 - U23ヨーロッパ選手権　2位
- 2021年 - ヨーロッパ選手権　5位
- 2021年 - グランドスラム・パリ　3位
- 2021年 - U23ヨーロッパ選手権　優勝
- 2022年 - グランドスラム・パリ　3位
- 2022年 - グランドスラム・ブダペスト　2位
- 2022年 - 世界選手権　5位
- 2022年 - グランドスラム・東京　5位
- 2022年 - ワールドマスターズ　3位
- 2023年 - グランドスラム・パリ　3位
- 2023年 - グランドスラム・トビリシ　3位
- 2023年 - グランドスラム・バクー　優勝
- 2023年 - ヨーロッパ選手権　3位
- 2024年 -　グランドスラム・トビリシ　2位
- 2024年 - 世界選手権　2位
- 2025年 -　ヨーロッパオープン・ワルシャワ　優勝

(出典、)